# Whitewater State Park CCC/WPA/Rustic Style Historic Resources
 (septembre 2020).
Pour les articles homonymes, voir Whitewater.
Les Whitewater State Park CCC/WPA/Rustic Style Historic Resources sont des structures formant un district historique dans le comté de Winona, dans le Minnesota, aux États-Unis. Situé au sein du Whitewater State Park, ce district emploie le style rustique du National Park Service. Il est inscrit au Registre national des lieux historiques depuis le 25 octobre 1989.